# Jim Chanos
James Steven Chanos (* 24. Dezember 1957 in Milwaukee, Wisconsin) ist ein US-amerikanischer Investmentmanager und Kunstsammler. Er war der Gründer von Kynikos Associates, einem in New York City registrierten Hedgefonds, der sich auf Leerverkäufe konzentriert.

## Laufbahn
Chanos wurde als Kind einer griechischen Einwandererfamilie in Milwaukee geboren, die eine Kette von Textilreinigungsgeschäften betrieb. Er absolvierte die Wylie E. Groves High School und erwarb 1980 einen Bachelor of Arts in Wirtschafts- und Politikwissenschaften an der Yale University. Chanos begann seine Karriere bei Eastman Dillon in Chicago und arbeitete ab 1982 bei der Maklerfirma Gilford Securities. Während seiner Zeit bei Gilford führte er eine Cashflow-Analyse durch und gab eine Verkaufsempfehlung ab, die letztlich Baldwin-United entlarvte, das 1983 Konkurs anmeldete. Kurz darauf wurde Chanos von der Deutschen Bank angeworben, wo er Michael Milkens betrügerischen Junk Bonds und Drexel Burnham Lambert analysierte, das 1990 insolvent wurde.
Chanos gründete Kynikos (vom griechischen Wort für „Zyniker“) 1985 mit 16 Millionen Dollar, als ein auf Leerverkäufe („Short-Selling“) spezialisiertes Finanzunternehmen. Die Anlagestrategie war, durch intensive und tiefgründige Analysen überbewertete oder betrügerische Unternehmen im Markt zu identifizieren und gegen die Aktienkurse dieser Unternehmen zu wetten. Chanos erlangte Bekanntheit als Leerverkäufer, als er den Fall von Enron vor dessen Konkursanmeldung im Jahr 2001 vorhersagte; er war während des gesamten Jahres 2001 Leerverkäufer von Enron und erhöhte seine Position gegen das Unternehmen, als mehr Informationen bekannt wurden. Kynikos profitierte von diesem Handel.
Durch die erfolgreiche Entwicklung des Aktienmarktes in den 2010er Jahren geriet das Geschäftsmodell von Kynikos unter Druck. Das von Chanos verwaltete Vermögen sank zwischen 2010 und 2015 durch die erfolgreiche Gesamtentwicklung des Aktienmarktes von 6 auf 2,5 Milliarden US-Dollar. 2020 war ein besonders schlechtes Jahr für Chanos und andere Leerverkäufer und seine Fonds wurden als „ein Schatten ihrer selbst“ bezeichnet. 2020 war das verwaltete Vermögen auf nur noch 405 Millionen Dollar gesunken, verglichen mit 2 Milliarden Dollar im Jahr 2018. Im November 2023 berichtete das Wall Street Journal, dass Chanos seinen Hedgefonds schließen und das Fremdkapital bis Ende des Jahres an die Investoren zurückgeben wird. Chanos kündigte an, sein Family Office Chanos & Co weiterzubetreiben.

## Vorhersagen
Chanos antizipierte die Pleite von Enron 2001 und sein Unternehmen wettete auch gegen Wirecard und die Hertz Corporation, bevor diese Bankrott gingen. Ab 2009 äußerte sich Chanos wiederholt negativ über die Perspektive der chinesischen Wirtschaft und prognostizierte eine riesige Krise im Immobilienmarkt, die zu einem Crash führen würde. In den frühen 2020er Jahren kam es schließlich zu einer Immobilienkrise in China. Im September 2023 erklärte Chanos, den chinesischen Markt nicht mehr in großem Umfang zu shorten, da der chinesische Aktienmarkt „im Grunde seit über 12 Jahren stagniert“, was seine Attraktivität für Leerverkäufe mindern würde.
Er äußerte sich wiederholt negativ über das Unternehmen Tesla, Inc. Er eröffnete 2016 eine Short-Position und sagte ein Jahr später, dass er den Unternehmenswert aufgrund anhaltender Verluste auf null beziffern würde. Zwischen 2015 und 2021 stieg die Tesla-Aktie jedoch um mehr als 2000 Prozent, was Chanos Hedgefonds große Verluste bescherte. In einem Interview aus dem Jahr 2020 sagte Chanos, dass er immer noch gegen Tesla wettet, räumte aber ein, dass die enormen Verluste „natürlich schmerzhaft“ waren. 2023 wettete er weiterhin gegen Tesla und sprach von wachsender Konkurrenz und sinkenden Gewinnmargen als Gründe dafür.